# Бреса (Удине)
Бреса је насеље у Италији у округу Удине, региону Фурланија-Јулијска крајина.
Према процени из 2011. у насељу је живело 1239 становника. Насеље се налази на надморској висини од 87 м.